# Bank holiday
Bank holidays zijn nationale vrije dagen in het Verenigd Koninkrijk en Ierland. De naam is ontleend aan de gewoonte van de Bank of England om geen zaken te doen op sommige religieuze feestdagen. Tot 1834 waren het ruim dertig dagen waarop de bank gesloten was, daarna werd het aantal teruggebracht tot vier: 1 mei, 1 november, Goede Vrijdag en Kerstmis. In 1871 introduceerde John Lubbock wetgeving waarin vier dagen in het jaar voor het eerst tot bank holiday werden verklaard, waarbij Engeland en Schotland verschillend werden behandeld, omdat de traditie daar andere dagen hoger waardeerde. De nieuwe vrije dagen heetten nog lang St. Lubbocks Day. De bank holidays zijn een instituut in Groot-Brittannië.

## Bank holidays volgens de wetgeving van 1871
| Engeland, Wales, Ierland   | Schotland                  |
| -------------------------- | -------------------------- |
|                            | Nieuwjaarsdag              |
| Tweede Paasdag             | Goede Vrijdag              |
| Tweede Pinksterdag         | Eerste maandag in mei      |
| Eerste maandag in augustus | Eerste maandag in augustus |
| Boxing Day                 | Kerstdag                   |

## Huidige bank holidays
In 2023 was op 8 mei een aparte bank holiday ter gelegenheid van de kroning van Charles III en Camilla.
- Nieuwjaarsdag[1]
- 2 januari (Alleen in Schotland).[1]
- eerste maandag in februari: Imbolc of Saint Brigid's Day (Alleen in Ierland).[2]
- 17 maart: Saint Patrick's Day (Alleen in Ierland[2] en Noord-Ierland).[1]
- Goede Vrijdag (Niet in Ierland).
- Paasmaandag (Niet in Schotland).
- eerste maandag in mei: Early May bank holiday
- 9 mei: Liberation Day (Alleen op Guernsey en Jersey).
- laatste maandag in mei: Spring bank holiday of Late May bank holiday (Niet in Ierland).
- eerste maandag in juni: June bank holiday (Alleen in Ierland).[2]
- eerste vrijdag in juni: Senior Race Day (Alleen op Man).[3]
- 5 juli: Tynwald Day (Alleen op Man).[3]
- 12 juli: Slag aan de Boyne (Alleen in Noord-Ierland).[1]
- eerste maandag in augustus: Summer bank holiday (Alleen in Ierland[2] en Schotland).
- laatste maandag in augustus: Late summer bank holiday of August bank holiday (Niet in Ierland en Schotland).
- laatste maandag in oktober: October bank holiday (Alleen in Ierland).[2]
- 30 november: Saint Andrew's Day (Alleen in Schotland).[1]
- 25 december: Eerste Kerstdag[1]
- 26 december: Boxing Day of Saint Stephen's Day (Tweede Kerstdag)[1][4]

Goede Vrijdag en Kerstmis worden in Engeland, Wales en Ierland niet genoemd omdat dat volgens de common law al vrije dagen waren. Schotland noemt ze wel specifiek. Ierland erkende in 1903 met een eigen Bank Holiday Act St. Patrick's Day (17 maart) als bank holiday.
In 1971 werd met de Banking and Financial Dealings Act het stelsel van bank holidays uitgebreid  met onder meer de eerste maandag in mei en Nieuwjaarsdag. De bank holiday van de eerste maandag in augustus werd verplaatst naar de laatste maandag in augustus. In 2007 nam het Schotse parlement de St. Andrew's Day (30 november) Bank Holiday Act aan, waarin de naamdag van deze heilige net als die van St. Patrick gevierd kon worden. 